# Mina (film)
|  | Denne artikel er oprettet af botten PalnaBot ud fra en ekstern database. Den kan derfor have sproglige fejl eller mangler. Denne skabelon kan fjernes efter kontrol af indholdet. |

 For alternative betydninger, se Mina. (Se også artikler, som begynder med Mina)
Mina er en kortfilm instrueret af Mette Kjærgaard efter manuskript af Jenny Lund Madsen.

## Handling
Mina har sin første svære arbejdsdag som rengøringsdame på et hospital og forfølges af skrækkelige minder om den mand, som torterede hende hjemme i det Iran, hun er flygtet fra.